# Natsuki Sumeragi
Natsuki Sumeragi (jap. 皇 名月, Sumeragi Natsuki, auch: 皇 なつき; * 21. August 1967 in der Präfektur Osaka, Japan) ist eine japanische Mangaka und Illustratorin.

## Leben
Sie studierte japanische Literatur an der Ritsumeikan-Universität in Kyōto.
Erstmals veröffentlichte Sumeragi 1990, als ihre Kurzgeschichte Hebihime Goten in einer Sonderausgabe des Manga-Magazins Asuka erschien. Es folgten weitere kurze Comics und einige Serien für dieses Magazin. Der Verlag Kadokawa Shoten brachte in den folgenden Jahren mehrere Sammelbände heraus, darunter Hana no Koe und Richō Angyōki. In diesen Geschichten widmete sie sich chinesischer und koreanischer Geschichte, stellt dabei aber weniger die Spannung in den Vordergrund, sondern vielmehr bemüht sie sich um die „kulturelle Atmosphäre Chinas“.
In ihrem von 1995 bis 1997 erschienen, bis heute einzigen zweibändigem Werk Peking Reijin Sho erzählt sie von Jugendlichen inmitten der Unruhen der 1920er Jahre in China. Als Schauplatz dient dabei die Pekinger Oper.
Seit den 2000er Jahren widmet Sumeragi sich auch aktuellen Themen. Mit Kuroneko no Sankaku setzte sie 2002 einen Roman von Hiroshi Mori um. Im Magazin Comic Blade Masamune brachte sie 2005 gemeinsam mit Nobuhiko Tenkawa den Shōnen-Manga Archaic Chain heraus.
Mit dem bekannten Szenaristen Kazuo Koike entsteht seit 2006 für das Magazin Jin die Serie Yume Genji Tsurugi no Saimon.
Sumeragi wird für ihren Zeichenstil geschätzt, der fast völlig ohne Rasterfolien auskommt und Schatten und Flächen durch Schraffuren hervorhebt. Neben dem Comiczeichnen steuert sie auch Illustrationen zu Romanen bei und gestaltet Figuren für Videospiele. 2005 erschien bei Asuka Shinsha ein Artbook aus ihrer Feder.
Ihr Werk wird ins Französische und Deutsche übersetzt.

## Werke
- Hana no Koe (花情曲), 1991
- Ryōzanpaku to Shukueidai (梁山伯と祝英台), 1992
- Richō Angyōki (李朝暗行記), 1993
- Tōkagenkitan (桃花源奇譚), 1994
- Peking Reijin Sho (燕京伶人抄, Yanjin Reijin-shō), 1995–1997
- Kōdo no Kishi no Moto (黄土の旗幟のもと), 1996
- Rensen (恋泉), 1998
- Shikōtei Ansatsu (始皇帝暗殺), 1998
- Yama ni Sumu Kami (山に住む神), 2000
- Kuroneko no Sankaku (黒猫の三角), 2002 (nach Hiroshi Mori)
- Archaic Chain (アルカイックチェイン, Arukaikku Chein), 2005 (gemeinsam mit Nobuhiko Tenkawa)
- Yume Genji Tsurugi no Saimon (夢源氏剣祭文), seit 2006 (gemeinsam mit Kazuo Koike)
- Ayashi (あやし 怪), 2010